# Gabriel Insausti
Gabriel Insausti Herrero-Velarde (San Sebastián, 1969) es un poeta, traductor y profesor de literatura español.

## Biografía
Nacido en San Sebastián (1969). Doctor en Filología Hispánica y en Filología Inglesa. Master of Arts en Historia del Arte y en Filosofía. Fue visiting scholar en la Universidad de Aberdeen (1995) y en el Saintsbury Centre For the Visual Arts de la Universidad de East Anglia (2001). Ha recibido premios de poesía (Gerardo Diego, arcipreste de Hita, Rabindranath Tagore, Manuel Alcántara), de novela (Ateneo Jovellanos 2012), de ensayo (Amado Alonso 2014) y de aforismos (José Bergamín 2017) y fue finalista del Nacional de Literatura en 2002 y del Herralde de novela en 2013. Obtuvo el Premio Extraordinario por su tesis en Filología Hispánica.
Ha publicado numerosos artículos en revistas científicas, así como artículos, poemas, cuentos, entrevistas y reseñas en periódicos y publicaciones literarias, como Ciudadela, Atlántida, Cuadernos Hispanoamericanos, Letras Libres, Númenor, Renacimiento, Suroeste, Turia, Clarín, Quimera, Revista de Occidente… 
Ha traducido entre otros a Viktor Frankl, Leon Kass, John Henry Newman, Richard Serra, Evelyn Waugh, John Ashbery, Richard Deacon, Coleridge, Wilde, Lamb, Hopkins y Logan Pearsall Smith.
Ha editado a Larra, Cernuda, Oteiza y Ángel María Pascual y ha preparado ediciones bilingües de la poesía de Newman, Auden, Cecil Day Lewis, Spender, Coleridge, Wilfred Owen, Edward Thomas, W. H. Davies y Edwin Muir.
Ha publicado los libros de poemas Últimos días en Sabinia (Pre-Textos, 2001), Destiempo (Renacimiento, 2004), Cristal ahumado (Mainel, 2007), Vida y milagros (Pre-textos, 2007), Línea de nieve (Pre-Textos, 2016), Azul distinto (Pre-Textos, 2021) y Si es en tus ojos (Polibea, 2022).
Sus libros de narrativa –novelas, diarios, libros de viaje- incluyen Días en Ramplona (Pre-Textos, 2012), El hombre inaudible (CSED, 2012), La sombra del nogal (Renacimiento, 2017), El oro del tiempo (Renacimiento, 2018), En la ciudad dormida (Desvelo, 2019) y Diario del año de la gripe (en prensa).
Sus libros de aforismos son Preámbulos (Renacimiento, 2015), El hilo de la luz (Siltolá, 2016), Saque de lengua (Cuadernos del Vigía, 2018) y Estados de excepción (Libros al Albur, 2019).
Ha publicado también el libro de ensayos y divagaciones Récord de permanencia (Rialp, 2021).
Entre sus monografías destacan La presencia del romanticismo inglés en Cernuda (EUNSA, 2000), Tras las huellas de Huston (EUNSA, 2005), La trinchera nostálgica (Renacimiento, 2009), Miguel Hernández: la invención de una leyenda (Fundación Juan-Gil Albert, 2012), El puente y las orillas: cuatro poetas ingleses (EUNSA, 2013), La distancia y el tiempo: ensayos sobre Cernuda (Renacimiento, 2013), Tierra de nadie: el poeta inglés y la Gran Guerra (Pre-Textos, 2015), Verdad y belleza: la pasión de Gerard Manley Hopkins (EUNSA, 2019), La lira de Linos (Encuentro, 2021) y Pasos en el atrio: Kafka, Roth y Buber (Thémata, 2022). Ha coordinado además los volúmenes colectivos Gaur: cincuenta años (Comares, 2018), Unamuno en Hendaya (Pre-Textos, 2021), El profetismo en la literatura moderna (Ediciones Universitarias de Zaragoza, 2022) y Baroja: paisaje con figuras (Comares, 2022)

## Premios literarios
- Premio de poesía “Arcipreste de Hita” 2000 por Últimos días en Sabinia
- Tercer puesto en el Premio Nacional de Poesía 2002, también por Últimos días en Sabinia

## Obras
- La presencia del romanticismo inglés en el pensamiento poético de Luis Cernuda, EUNSA, Pamplona, ISBN 84-313-1775-2
- Noche a noche
- Vísperas del silencio, Diputación Provincial, Soria, 1992
- Tras las huellas de Houston, EUNSA, Barcelona, ISBN 84-8469-127-6
- Últimos días en Sabinia, Pre-Textos – Ayuntamiento de Alcalá la Real, Valencia, 2001
- Destiempo, Renacimiento, Sevilla, 2004, ISBN 84-8472-102-7
- Cristal ahumado, 2006
- Vida y milagros, Pre-Textos, Valencia, 2007, ISBN 84-8191-798-2
- Tierra de nadie: La literatura inglesa y la Gran Guerra, Pre-Textos, Valencia, 2015, ISBN 84-16453-13-9